# Fuentes de Ebro
Fuentes de Ebro ist eine Kleinstadt und Hauptort einer Gemeinde (municipio) mit 4.631 Einwohnern (Stand: 2024) in der spanischen Provinz Saragossa der Autonomen Gemeinschaft Aragonien. Zur Gemeinde gehört auch die kleine Ortschaft Rodén.

## Lage und Klima
Fuentes de Ebro liegt etwa 13 Kilometer (Luftlinie) südöstlich der Provinzhauptstadt Saragossa in einer Höhe von ca. 200 m. Der Ebro fließt am nördlichen und nordöstlichen Gemeinderand entlang. Das Klima ist gemäßigt; Regen (ca. 390 mm/Jahr) fällt mit Ausnahme der eher trockenen Sommermonate übers Jahr verteilt.
Der Bahnhof der Gemeinde liegt etwas außerhalb an der Bahnstrecke Barcelona–Manresa–Zaragoza.

## Bevölkerungsentwicklung
| 1900 | 1910 | 1920 | 1930 | 1940 | 1950 | 1960 | 1970 | 1981 | 1991 | 2001 | 2011 | 2021 |
| ---- | ---- | ---- | ---- | ---- | ---- | ---- | ---- | ---- | ---- | ---- | ---- | ---- |
| 2203 | 2525 | 2781 | 2692 | 2384 | 3013 | 3420 | 3534 | 3565 | 3801 | 3934 | 4603 | 4600 |

## Wirtschaft
Jahrhundertelang lebten die Bewohner des Ortes direkt oder indirekt als Selbstversorger. Zum Ende des 20. Jahrhunderts hin wurde Fuentes de Ebro auch zu einer Siedlung für Pendler nach Saragossa. 

## Sehenswürdigkeiten
- Michaeliskirche in Fuentes de Ebro
- Martinskirche in Rodén
- Einsiedelei der Heiligen Barbara
- Burg- und Kirchruine von Rodén
- Rathaus von Fuentes de Ebro
- Empfangsgebäude des Bahnhofs von Fuentes de Ebro

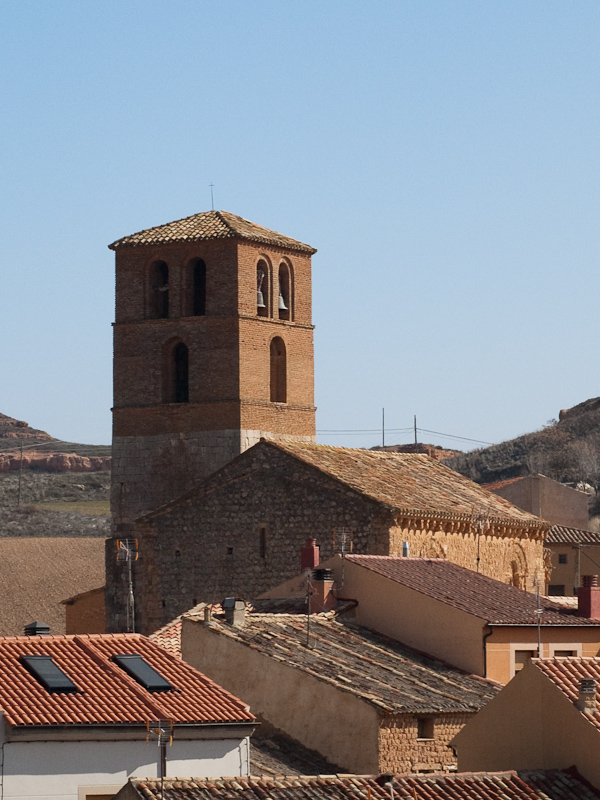
Michaeliskirche
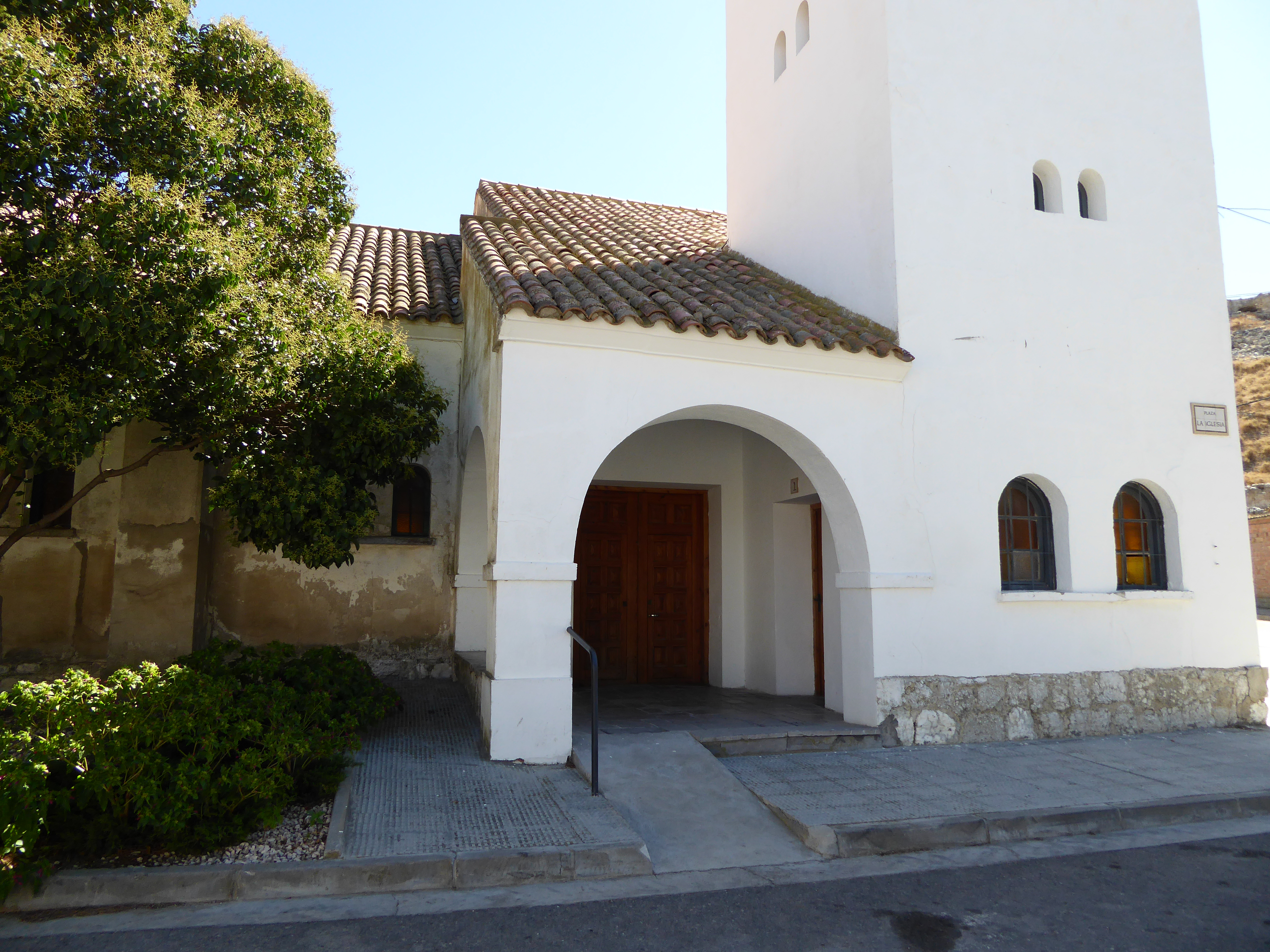
Martinskirche
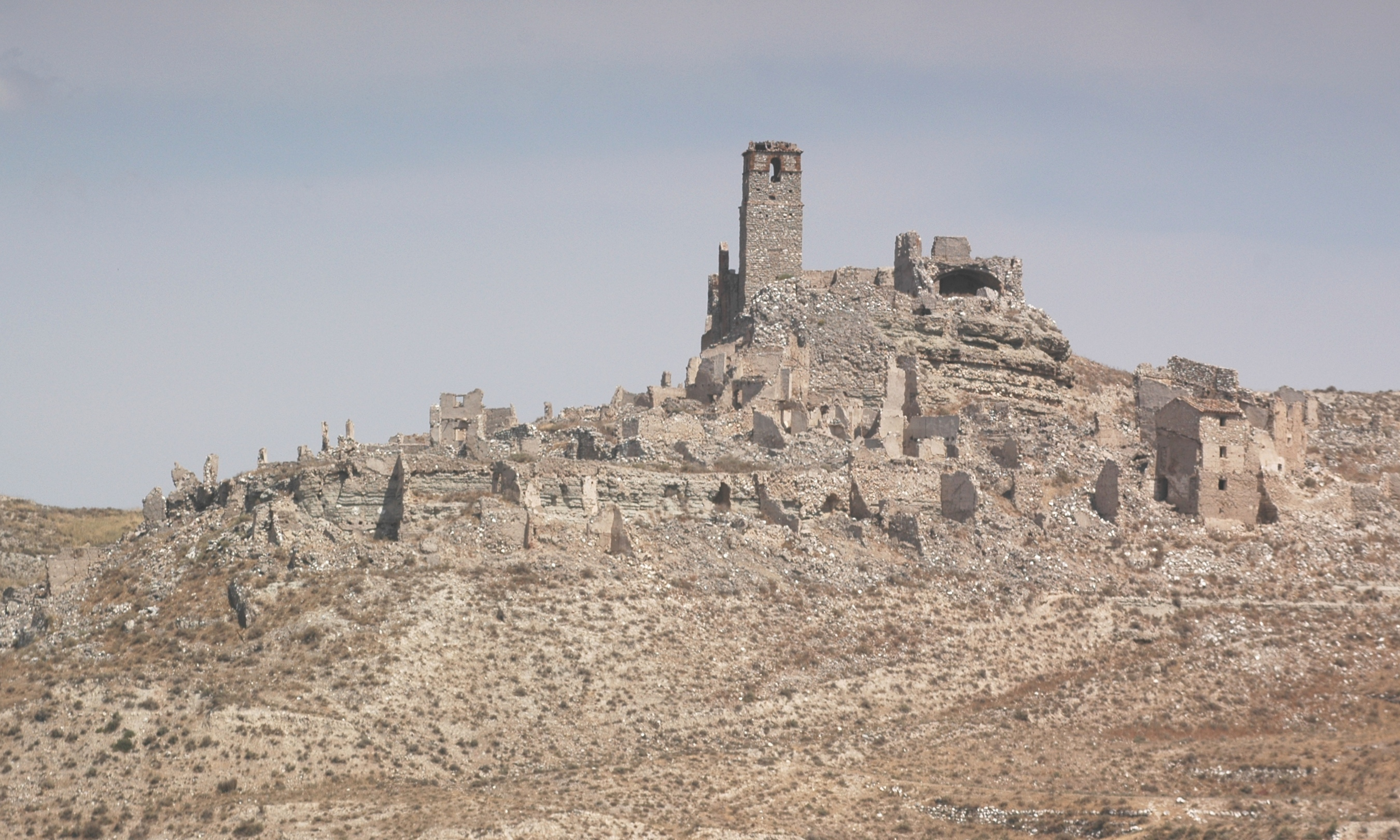
Burg- und Kirchruine Rodén
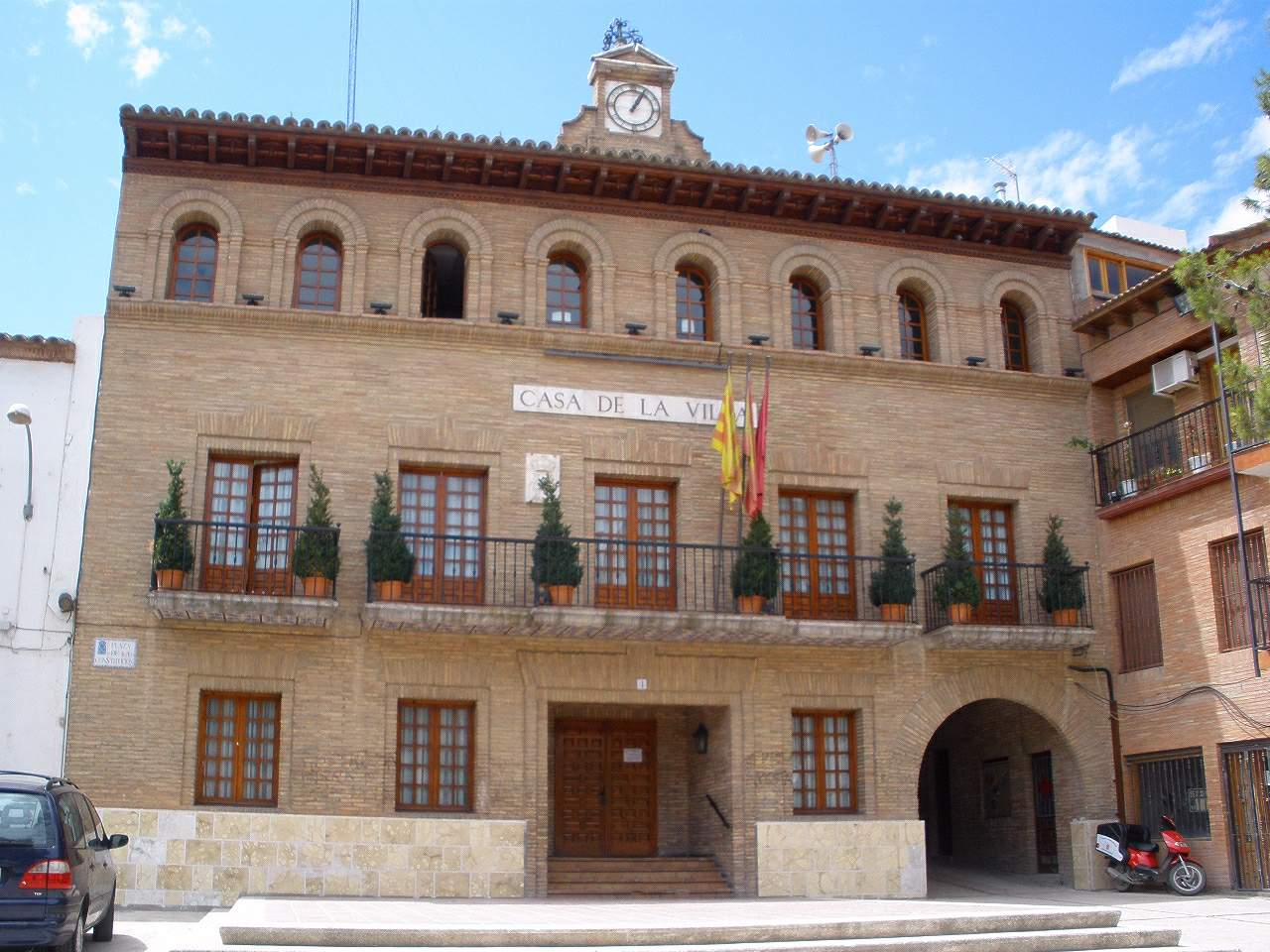
Rathaus
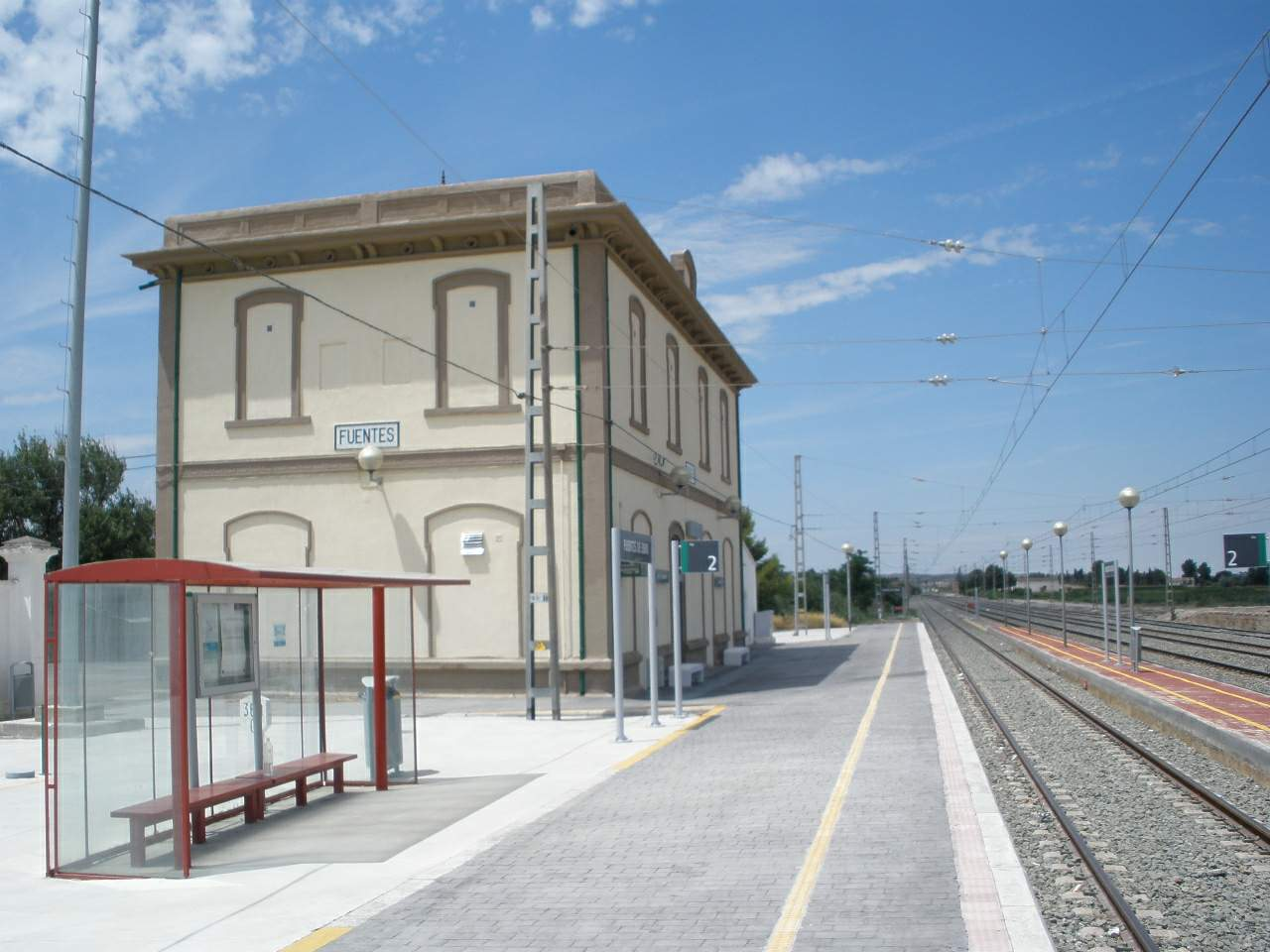
Empfangsgebäude des Bahnhofs